# Evolução do Colégio dos Cardeais sob o pontificado de Marcelo II
Abaixo está a evolução do colégio de cardeais durante o pontificado de Marcelo II e a subsequente vaga vaga .

## Composição para consistório
| Consistóro                   | abril 1555 | maio 1555 |
| ---------------------------- | ---------- | --------- |
| Julho 1517                   | 2          | 2         |
| Consistórios de Leão X       | 2          | 2         |
| Maio 1527                    | 1          | 1         |
| Janeiro 1529                 | 1          | 1         |
| Março 1530                   | 1          | 1         |
| Novembro 1533                | 2          | 2         |
| Consistórios de Clemente VII | 5          | 5         |
| Dezembro 1534                | 2          | 2         |
| Maio 1535                    | 1          | 1         |
| Dezembro 1536                | 4          | 4         |
| Dezembro 1538                | 3          | 3         |
| Dezembro 1539                | 4          | 3         |
| Junho 1542                   | 2          | 2         |
| Dezembro 1544                | 9          | 9         |
| Dezembro 1545                | 3          | 3         |
| Julho 1547                   | 2          | 2         |
| Janeiro 1548                 | 1          | 1         |
| Abril 1549                   | 2          | 2         |
| Consistórios de Paulo III    | 33         | 32        |
| Maio 1550                    | 1          | 1         |
| Dezembro 1551                | 12         | 12        |
| Dezembro 1553                | 4          | 4         |
| Consistórios de Júlio III    | 17         | 17        |
| Total                        | 57         | 56        |

## Evolução durante o pontificado
| Data               | Evento                                                             | Total |
| ------------------ | ------------------------------------------------------------------ | ----- |
| 5 de abril de 1555 | Abertura do Conclave de abril de 1555                              | 57    |
| 9 de abril de 1555 | Eleição Papal do Cardeal Marcello Cervini com o nome de Marcelo II | 56    |
| 1 de maio de 1555  | Morte do Papa Marcelo II (53 anos)                                 | 56    |
| 15 de maio de 1555 | Abertura do Conclave de maio de 1555                               | 56    |
| 23 de maio de 1555 | Eleição papal do Cardeal Gian Pietro Carafa com o nome de Paulo IV | 55    |